# Coves de Hpo win
Les coves de Hpo win, també dites Phowintaung Hpowindaung, Powintaung, o Po Gana Taung, són un conjunt de coves budistes que es troben a 25 km a l'oest de Monywa i a 10 km al sud-est de Yinmabin, a la localitat de Yinmabin, districte de Monywa, regió de Sagaing, al nord de Myanmar (Birmània). Són a la riba occidental del riu Chindwin. El nom del conjunt significa 'Muntanya de la meditació solitària'.

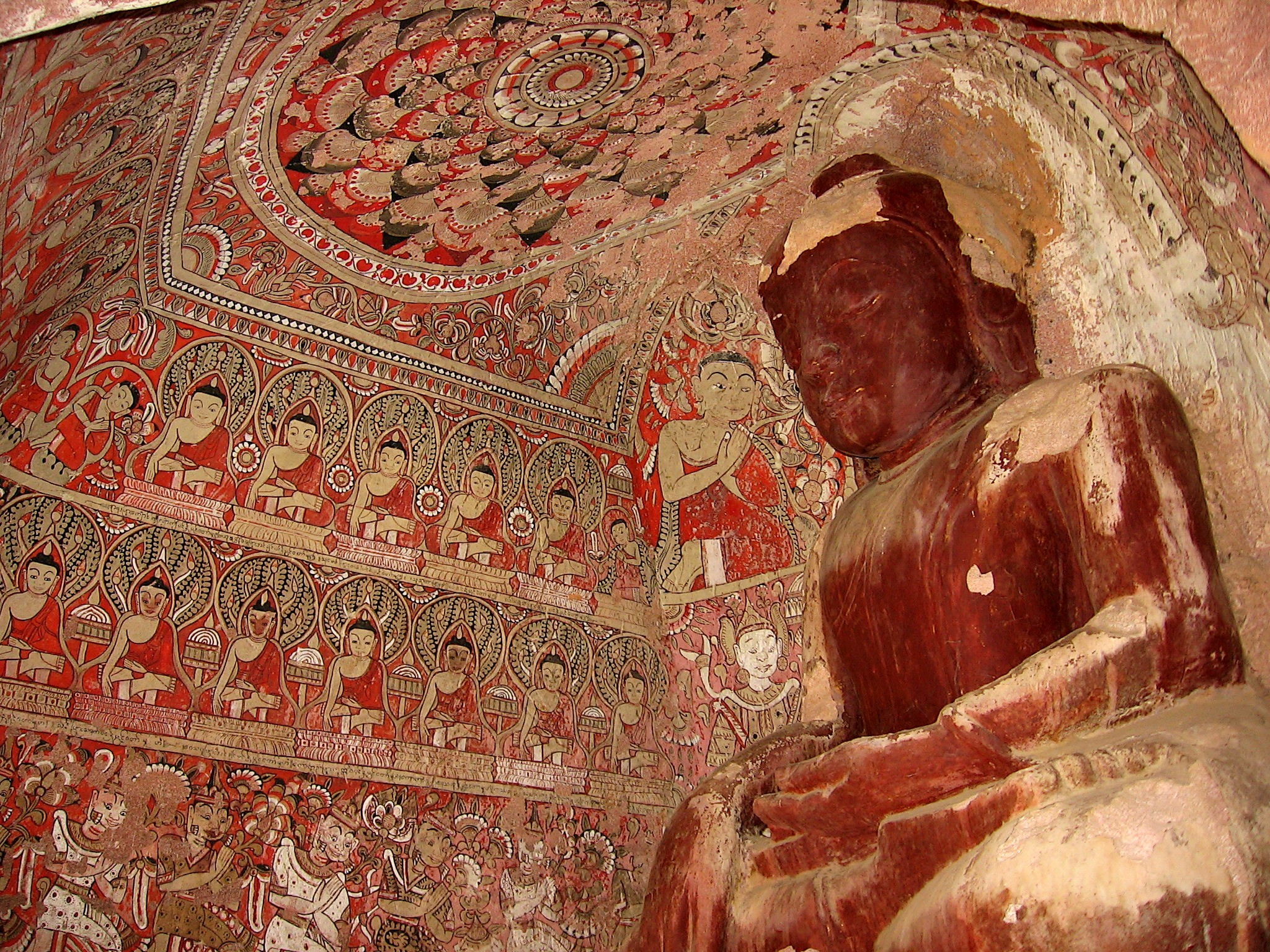
Interior d'una cova de Hpo win

Es tracta d'unes coves excavades en gres. El conjunt, el formen 492 grutes..
La majoria d'aquestes coves no són naturals. Algunes daten del s. XV i s'han convertit en llocs de pelegrinatge, i per això algunes no en poden ser visitades pels no creients. El culte principal en aquestes grutes està dedicat a la mare protectora Po Win Shin Tha.
Es calcula que hi ha prop de 2.600 estàtues de Buda a les coves, a més, les representacions de Gautama apareixen en algunes de les coves amb pintures a les parets. Una de les coves més destacada és la coneguda com a cova del laberint. És del s. XVIII i s'hi troben prop de 70 imatges de Buda.